# Studium Prospero Alapítvány
A Studium Prospero Alapítvány két marosvásárhelyi alapítvány, a Studium és a Prospero összevonásából született. Előbbi az orvosi és gyógyszerészeti, utóbbi a művészeti egyetem háttérintézménye volt. 

## Története

### Studium Alapítvány
- 1998 novemberében az alapítók megfogalmazták a ma is élő küldetést.[1]
- 1999. április – Felmerült a Tanári Lakások Szakkollégium (mostantól TLSZK), mint első lehetséges projekt. Vass Levente felkereste a Bolyai Társaság elnökét, Prof. Dr. Jung Jánost. Hivatalosan is létrejött a Studium Alapítvány, melynek 11 kuratóriumi tagja van és elnöke: Prof. Dr. Jung János.[1]
- 2000. április 30-án a TLSZK első pályázatán megítélt összegből (az Apáczai Közalapítvány jóvoltából) elkészültek a tervek, megvásárolták a Trébely utcai telket, elkezdődött az építkezés.
- Az Alapítvány tagjai szorgalmazták egy marosvásárhelyi közös szakkönyvtár létrehozását, mely egyesítené a már létező kisebb szakkönyvtárakat (Dr. Vass Levente, Dr. Andrészek Csaba, Dr. Domjánschitz László, Dr. Gergely István).
- Létrejött az Erdélyi Magyar Orvosok Internetes Lapja és Linktára - www.orvostudomany.ro (Dr. Lorenzovici László)[1]
- 2001-ben kétszeri pályázás révén, a Studium Központi Szakkönyvtár létrehozására az Apáczai Közalapítványtól támogatást nyer a Studium (Dr. Gergely István, Dr. Vass Levente, Domjánschitz László†, Dr. Budai Sándor).[1]
- 2002-ben létrejött a Studium Szakkönyvkiadó (Dr. Gergely István, Dr. Mezei Tibor, Dr. Ráduly Levente) és levédették a Studium márkanevet.[1]
- 2003. október 11-én avatták fel TLSZK-t (Trébely utca 85.) és a Studium Központi Szakkönyvtárat (Rigó utca 11.). A díszvendég: Dr. Magyar Bálint oktatási miniszter volt.[1]

### A két alapítvány összevonása
2014-ben indult el a két alapítvány összevonási folyamata. Ugyanebben az évben lett kész a szakkönyvtár épületének felújítása, amelyben a két alapítvány közös ügykezelői központja is helyet kapott.